# خداحافظ رفیق (فیلم ۱۳۵۰)
خداحافظ رفیق نخستین فیلم امیر نادری و محصول سال ۱۳۵۰ است.
این فیلم یکی از فیلم‌های موسوم به سینمای موج نو است. کارگردان فیلم، برای ساخت آن، با مشکلات فراوانی روبرو گشت.
خداحافظ رفیق با وجود برخی اشکالات مانند به رخ کشیدن بیش از حد دوربین و کش دار بودن بعضی از صحنه‌ها که به پرسه زدن آدم‌های محوری در سطح شهر می‌پردازد و شخصیت پردازی نسبتاً ضعیف (درمقایسه با موفقیت نادری در ایجاد آکسیون) در مجموع فیلمی خوب و اثرگذار می‌باشد که فراتر از توقع یک تماشاگر از فیلمسازی است که نخستین فیلم خود را می‌سازد.
در این فیلم، برای نخستین بار در سینمای ایران، خشونت به‌طوری قابل قبول در یک فیلم گنجانده شده بود. صحنه‌های زد و خورد فیلم، هیچ شباهتی با کتک کاری‌های فیلم‌فارسی نداشت.
موسیقی خداحافظ رفیق کاری از اسفندیار منفردزاده است و ترانه «جمعه» نیز با صدای فرهاد در فیلم شنیده می‌شود.
سعید راد در گفتگو با فریدون جیرانی در برنامه آپارات شماره ۱۱ به این نکته اشاره می‌کند که عباس شباویز به دلیل همزمانی ساخت فیلم همای سعادت (تاپی چاناکیا، ۱۳۵۰)، این پروژه باعث شد مدتی متوقف بشود که در نهایت سعید راد به دلیل همذات‌پنداری بسیار با کلیت و سوژه‌ی فیلم سهم خود را در یک آژانس تبلیغاتی فروخت در این کار تزریق کرد. اما باز در نهایت کار به اتمام نرسید و مجدداً فیلم دچار وقفه شد. این‌بار باربد طاهری (داماد عباس شباویز) به پروژه اضافه می‌شود و سهم راد را تسویه می‌کند و تهیه‌کنندگیِ دوم را برعهده می‌گیرد.

## خلاصه داستان
«ناصر» جوان هفت خط و مارگزیده‌ای است که می‌داند دوران بازنشستگی‌اش نزدیک است. به همین جهت می‌خواهد آخرین دزدیش را کرده و بعد از این کار کناره گرفته و با «شیرین» زندگی کند. او با «جلال» و «خسرو» به سرقت از یک جواهرفروشی دست می‌زند...

## بازیگران
- سعید راد
- زکریا هاشمی
- جلال پیشوائیان
- وجستا
- ایرن
- میرمحمد تجدد